# والنتین کاربونی
والنتین کاربونی (انگلیسی: Valentín Carboni؛ زادهٔ ۵ مارس ۲۰۰۵) بازیکن فوتبال اهل آرژانتین است که به صورت قرضی برای باشگاه فوتبال المپیک مارسی در پست هافبک بازی می‌کند. 
وی همچنین در تیم‌های ملی فوتبال زیر ۱۷ سال ایتالیا و زیر ۲۰ سال آرژانتین بازی کرده‌است.

## افتخارات

### باشگاهی
اینتر میلان
- سوپرجام فوتبال ایتالیا(۱): ۲۰۲۲